# Etnias de Birmania

Mapa etnolingüístico de Birmania

En Birmania hay 135 grupos étnicos reconocidos por el gobierno, agrupados en ocho grupos principales. La población bamar es más numerosa porque el gobierno agrupa en esa etnia a todos los grupos mixtos. Los porcentajes son estimaciones: bamar (68 %), shan (9 %), karen o kayin (7 %), rakhine (4 %), chin (2 %) mon (2 %), kachin (1,8 %) y karenni (0,4 %). Los grupos mayores se agrupan en primer lugar por la región, más que por la lengua o la afiliación étnica, por ejemplo, el grupo étnico nacional shan incluye 33 etnias que hablan lenguas que corresponden al menos a cuatro familias lingüísticas diferentes. Existen muchos grupos étnicos no reconocidos, el mayor de los cuales es la población china de Birmania y los panthays, los musulmanes de origen chino que, juntos, forman el 3 % de la población de Myanmar, los indios birmanos, que forman el 2 % de la población, los anglo-birmanos y los gurkha birmanos. Los rohinyás formarían el 1,8 % de la población antes de su expulsión.

## Demografía y religión
En Birmania había una población estimada en 2020, unos 54 400 000 habitantes que, con una extensión de 676 578 km², equivale a 79 hab/km². Según World Factor, de la CIA, la población estimada en julio de 2020 sería de 56.590.000 de personas. En la estructura de población, el 26 % son menores de 14 años, y solo el 6 % son mayores de 65 años. La edad media es de 29 años. La tasa de crecimiento de la población es del 0,85 %. En 2020, la previsión es que nacen 17 niños por cada mil habitantes y mueren 7,2. La población urbana es del 31 %, con un crecimiento del 1,74 % anual. En Rangún hay 5,3 millones de habitantes y en Mandalay, 1,438 millones. La esperanza de vida es de 69,3 años (71,1 en las mujeres). La tasa de fertilidad está muy equilibrada, con 2.07 hijos por mujer.
La religión predominante en el país es el budismo, con casi el 80 % de habitantes, seguida del cristianismo, con el 6,2 %, el islamismo, que ha disminuido del 4,3 % a, probablemente, el 3 % con la emigración masiva de rohinyás, el animismo, con el 0,8 %, el hinduismo, con el 0,5 %, y un 0,2 % de otras creencias.

## Lenguas
El lenguaje oficial es el birmano, pero los distintos grupos étnicos hablan su propia lengua. Hay al menos un centenar de lenguas en Birmania, divididas en grupos lingüísticos como las lenguas sino-tibetanas, que incluyen el chino y las tibetano-birmanas, así como las lenguas tai-kadai, hmong-mien, austroasiáticas, malayo-polinesias e indoarias.

## Etnias

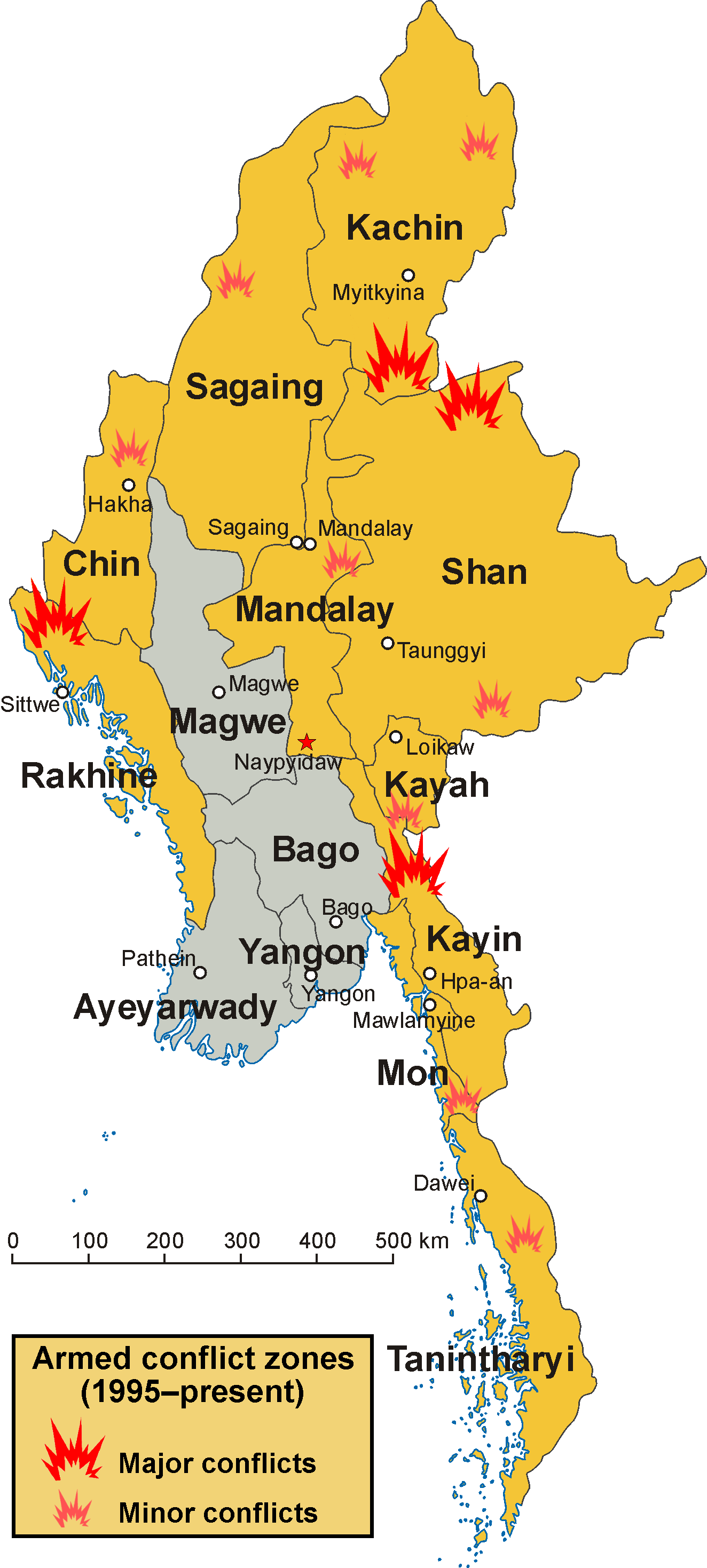
Guerra de Birmania entre las distintas etnias y el gobierno.

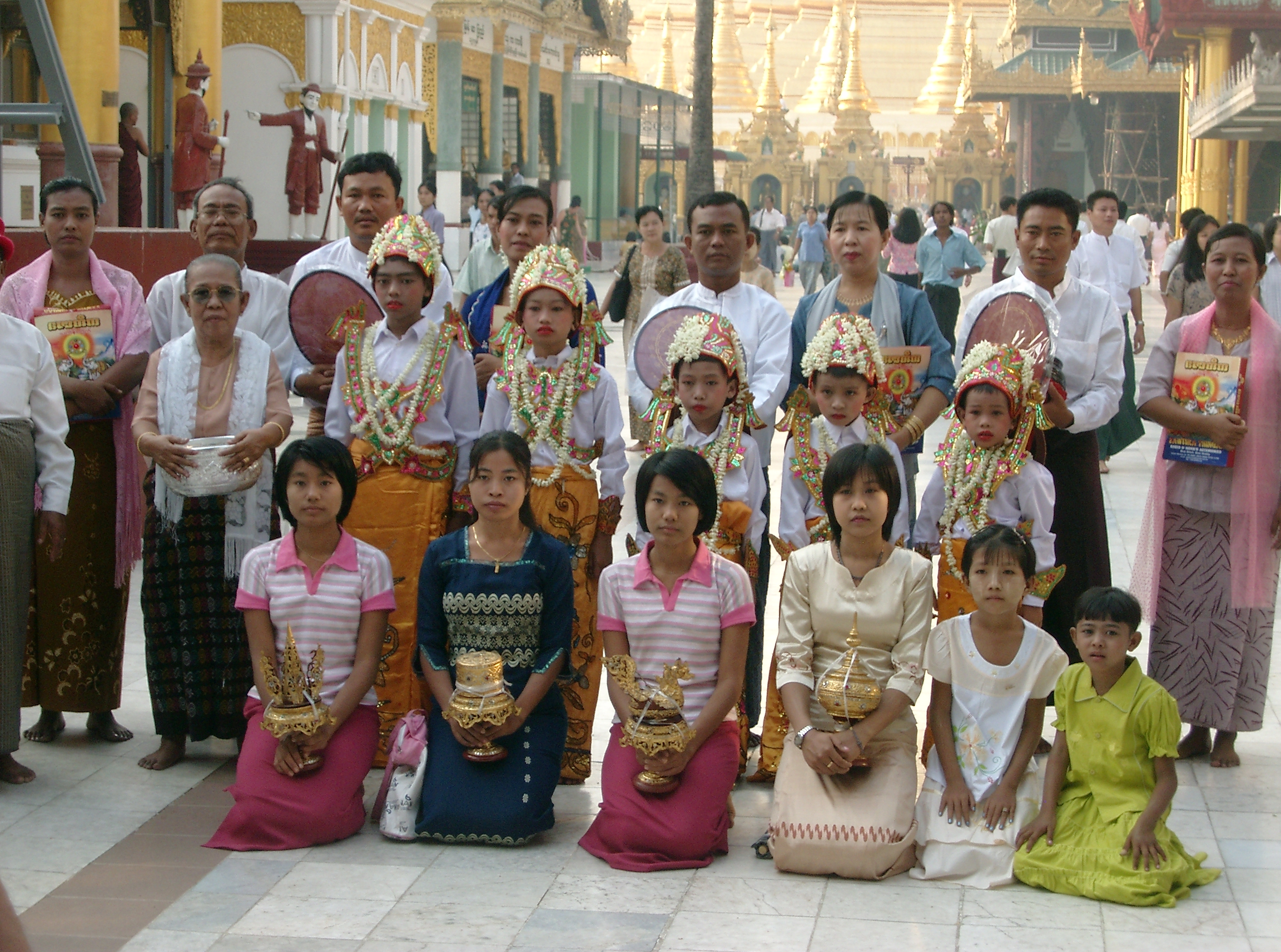
Ceremonia del shinbyu entre los bamar en la pagoda de Shwedagon. Los novicios se visten como príncipes, se pintan los labios y llevan el salwe, una especie de cinto-collar sujeto a los hombros formados por cadenas que les cubre el pecho.

En Birmania tiene lugar un conflicto interno desde 1948, por motivos políticos y étnicos entre diversos grupos armados presentes en el país. La situación empeora desde la independencia del país, en 2001, cuando este se declara budista sin tener en cuenta a las minorías musulmanas y cristianas.
- Bamar o burman (birmano, de forma imprecisa), con unos 36-37 millones, es el mayor grupo, por lo que tiene el control militar y político del país. Como los demás grupos, forman clanes familiares fuertemente unidos. Hablan mayoritariamente una lengua sino-tibeana. Llegaron de Yunán, en China, y se establecieron en el valle del río Irawadi en el siglo VII. Con el tiempo, absorbieron los pueblos vecinos, entre ellos la civilización pyu los mon. Análisis de ADN muestran caracteres del norte de Asia y la India.[7] Su cultura está muy influenciada por sus vecinos. Los monjes son venerados y mantenidos. Los ritos de paso incluyen el shinbyu,[8] noviciado para los chicos, y el nar tha, ceremonia del piercing en la oreja para las chicas.
- shan. Unos 5 millones en Birmania, sobre todo en el estado de Shan. Se le da este nombre a los pueblos tai. Su capital es Taunggyi, a 1400 m de altitud y con unos 380 000 habitantes, seguida de Lashio, Kengtung y Tachileik. Hay numerosos grupos shan: los tai yai (la mayoría), los tai lue, loa tai khün y los tai núa son los más importantes. Otros grupos más pequeños son los tai ahom, los tai mao, los tau khamti, los tal leng, los tai phake, los tai dam, los tai loi (hablan una lengua paláunguica), los tai dón, los mainghta (hablan un dialecto burmish norteño), etc. La mayoría son budistas Theravada y de la religión tai folk o satsana phi, una forma de animismo tradicional que se da entre los lao theung y los lao shung, de Laos, donde el animismo se ha incorporado al budismo laosiano. Los shan son uno de los cuatro grupos budistas principales de Birmania, junto con los bamar, los mon y los rakhine.[9]

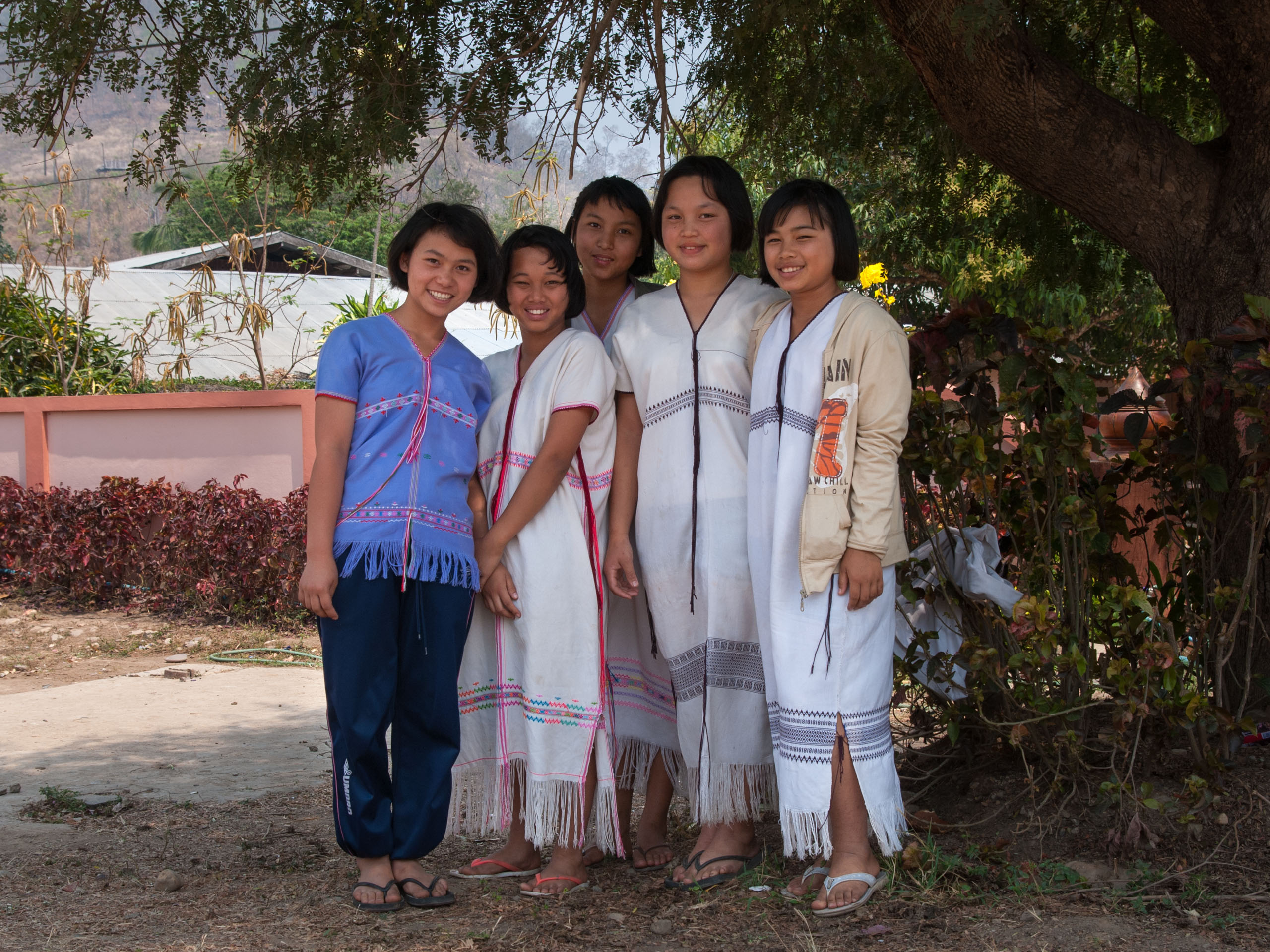
Mujeres sgaw karen en el distrito Khun Yuam, en la provincia de Mae Hong.

- Karen o kayin. Se estima que hay unos 6 millones en Birmania. Son una serie de grupos étnicos muy diversos. Viven en el estado de Kayin, en el sur y sudeste de Birmania. A veces se confunden con los padaung, conocidos por los anillos en el cuello, pero estos son un subgrupo karenni. Poseen una organización política, la Unión Nacional Karen, con un grupo armado, el Ejército de Liberación Nacional Karen, en conflicto desde 1949 con el gobierno central, lo que ha provocado que más de cien mil vivan en campos de refugiados en la frontera tailandesa. Otro grupo armado en la región es el Ejército de Arakan, formado por unos pocos cientos de soldados, y que quiere unirse al Ejército de Arakan del estado Rakáin. Hablan diversas lenguas sino-tibetanas, con tres ramas ininteligibles entre sí, sgaw, pwo oriental y pwo occidental.[10] La mayoría son budistas Theravada, pero también practican el animismo y un 15 % son cristianos.[11] Una clasificación los divide en karen blancos y karen rojos. los primeros formarían dos grupos, los sgaw y los pwo. Los segundos, los karen rojos, serían los karenni.
- karenni o kayah. Unos 250.000 en el estado de Kayah o de Karenni, una región montañosa que bordea Tailandia por el este, el estado de Shan por el norte y el estado de Kayin por el sur. Son un subgrupo de los karen, los karen rojos. En el estado viven otros grupos no nativos como los kachin, los karen, shan, chin, burma, mon, rakáis, chinos, indios, pakistaníes y bangladesíes. Los karenni o kayah se dividen en diversos grupos, entre ellos los kayan, que incluyen los geko, los geba, los padaung y los yinbaw, los bre, los yintale y los pao. Los más conocidos son los padaung o kayan lahwi, un subgrupo de los karenni, que se llaman a sí mismos kayan, conocidos por alargarse el cuello con anillos. Viven sobre todo en la provincia de Mae Hong Son, de Tailandia, y son minoritarios en Birmania.
- Rakhine o rakáin. Unos 3,5 millones. Son la mayoría de habitantes en la zona costera del estado Rakáin. Forman uno de los cuatro grupos principales de budistas Theravada de Birmania, junto con los bamar, los shan y los mon, aunque un tercio de sus habitantes son musulmanes y se llaman a sí mismos rohinyás. Los rohinyás son rakhines expulsados de Bangladés que ocuparon la parte noroccidental del estado, de donde serían expulsados de nuevo por el ejército birmano, ayudados por muchos rakáin que los consideraban invasores. Por su parte, los rakhines poseen un grupo armado, el Ejército Arakan (AA), que busca la independencia del estado, contra la burmanización forzada por el gobierno de muchas de las etnias presentes en la región.[12] Hasta 1962, los rakáin tuvieron prohibida su lengua en las escuelas, y en la actualidad se está produciendo una nueva imposición del birmano. La edad dorada en la región se produce entre 1430 y 1785, con el reino de Mrauk U, multiétnico y en el que convivían todas las religiones.[13] Los rakáin hablan una serie de variantes del birmano muy diferentes.

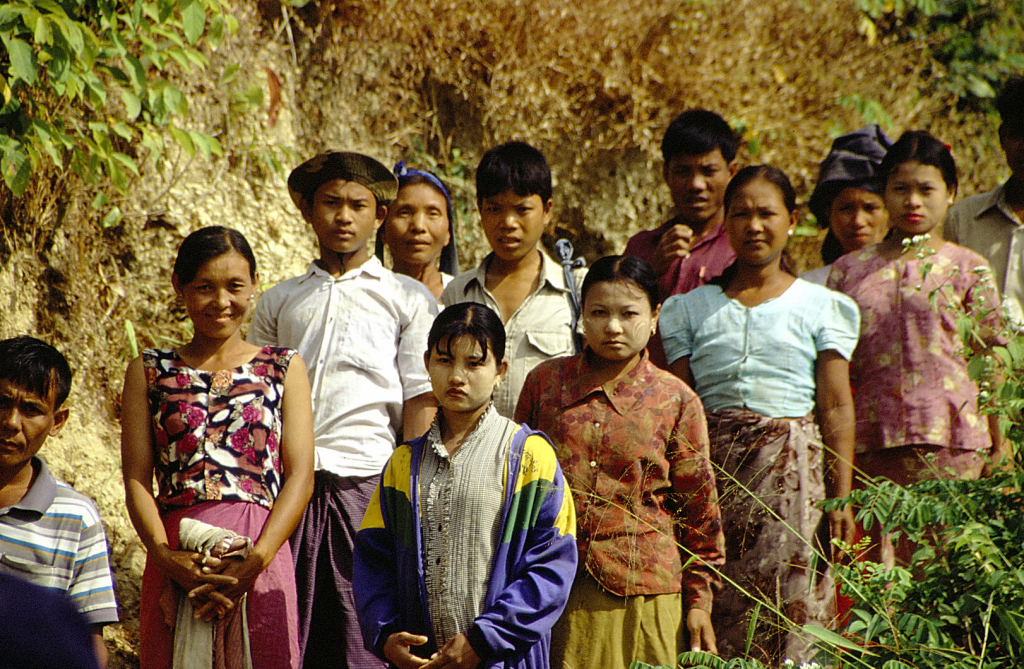
Miembros de la etnia chin en Birmania, en una zona rural.

- Chin. Entre 1,5 y 2 millones. Son los habitantes del estado de Chin, donde hay diversos subgrupos étnicos que hablan lenguas distintas. Son uno de los cuatro grupos budistas principales y una de las minorías perseguidas. El mayor subgrupo chin son los zomi o zo, que viven en su mayor parte en el nordeste de la India. Dentro de los zo ya hay una docena de culturas con costumbres diferentes, con decenas de tribus, lo que denota la gran diversidad de estos pueblos. Entre los chin se hablan unas 49 lenguas. destacan nueve grupos principales: cumtu, zomi, mara, yaw, asho, cho, kuki, laimi, mizo y khumi. Cada grupo tiene cientos de clanes y nombres familiares. La mayoría de los que viven en el estado de Chin aceptan el nombre de "pueblo de las colinas", que es el significado de chin. Tradicionalmente, fueron animistas, hasta que, en el siglo XIX, los misioneros introdujeron el cristianismo, que es practicado hoy por el 90 % de la población, y que ha llevado a persecuciones por parte del Gobierno.[14] En consecuencia, hay un gran número de refugiados chin en India, Malasia y países de Occidente.[15]
- Mon. Más de 1 millón. Viven en el estado de Mon, en la región de Bago, en el delta del Irawadi, en el sur del país, en la frontera con Tailandia, y en este país. Hablan el idioma mon, una lengua austroasiática y son budistas Theravada. Se integraron perfectamente en la cultura siamesa, aunque cultivando algunas de sus tradiciones, no obstante, después de la guerra mundial intentaron conseguir la autodeterminación por medio del Ejército de Liberación Nacional Mon, que firmó la paz en 2015 con el gobierno y otros grupos armados mediante el Nationwide Ceasefire Agreement. Entre 2016 y 2018, este grupo armado tuvo un conflicto con el Ejército de Liberación Nacional Karen.[16] Después de la Primera Guerra Mundial, hubo un gran número de refugiados en Estados Unidos y varios países europeos. Su símbolo es el hamsa, un ave parecida al ganso o al cisne. El hábitat mon consiste en tierras bajas junto a la costa que bordea el golfo de Martaban e incluye las islas de Bilu y Kalegauk. Por el este, se extiende hasta el monte Taungnyo, por el noroeste hasta el río Sittang, y por el oeste hasta el río Salween. Cultivan arroz, teca, mangos y durios. Además, exportan té, azúcar, tabaco, caucho, sal y bambú. Sus cass son rectangulares, con grandes techos, y el monasterio suele hacer de escuela en las aldeas, así como las pagodas.[17]

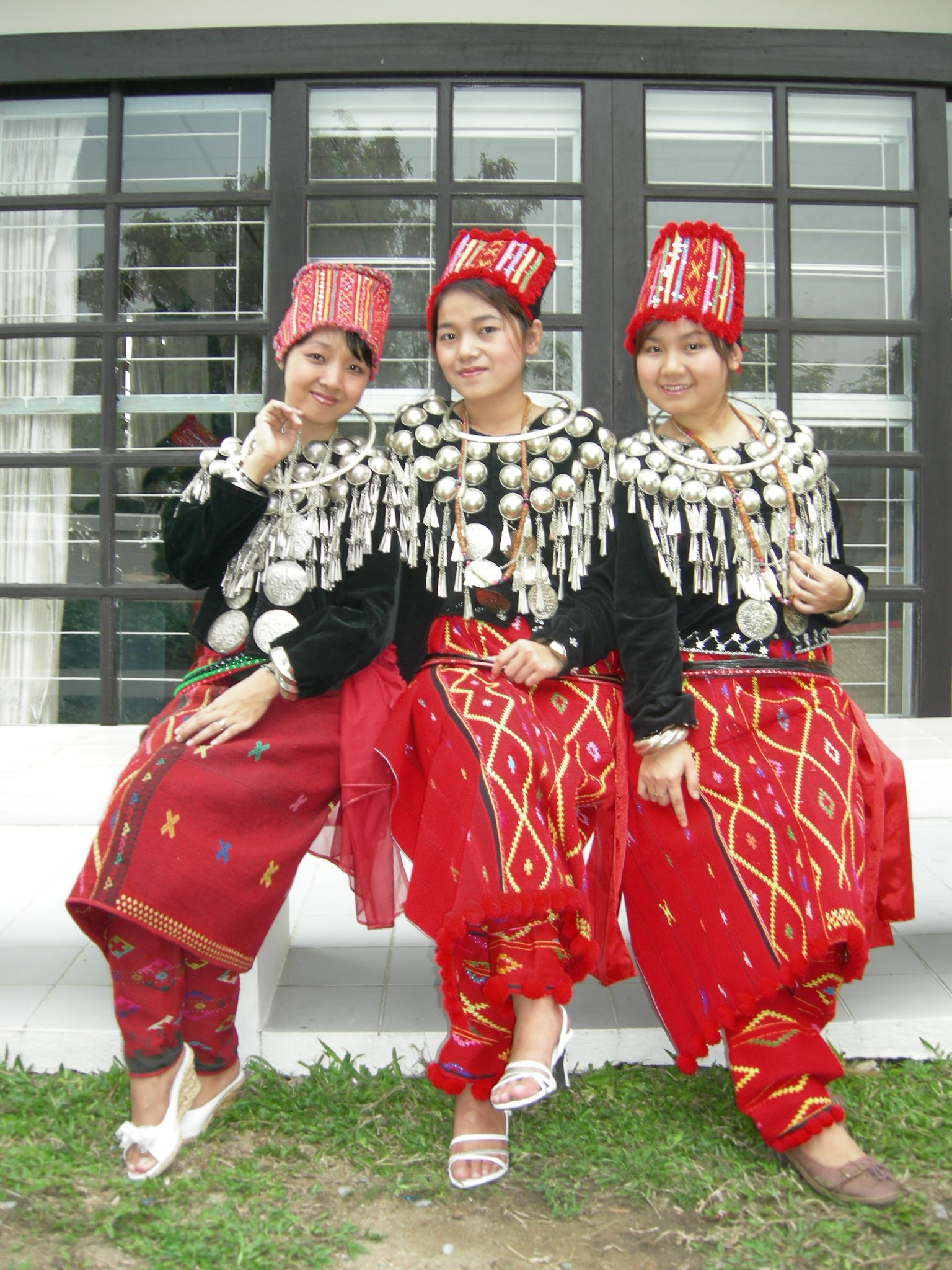
Vestidos tradicionales kachin

- Jingpo/kachin. Los jingpo son el subconjunto más grande del pueblo kachin. Hay en torno a 1 millón en Birmania, donde viven en las colinas de Kachin, en el nordeste del estado Kachin. Son étnicamente afines a varios grupos tribales conocidos por su cultura relacionada con la supervivencia en la selva. Hablan un grupo de lenguas agrupadas como idioma jingpo, sino-tibetanas. En China, son una de las 55 etnias minoritarias.[18] Los jingpo birmanos son mayoritariamente cristianos, aunque en China son animistas. Construyen sus casas de bambú y madera y las reconstruyen cada siete u ocho años entre toda la comunidad.